# Central Termoeléctrica Punta Catalina
La Central Termoeléctrica Punta Catalina (CTPC) es una generadora de electricidad propiedad del Estado dominicano, ubicada en el distrito municipal Catalina, Baní, provincia de Peravia. Posee dos unidades a carbón mineral capaces de general 376 megavatio (MW) cada una y 752 combinadas. Fue creada por la empresa brasileña Novonor (conocida anteriormente como Odebrechet).
La construcción de la Central Termoeléctrica Punta Catalina fue licitada inicialmente en 2013 y se finalizó su construcción en julio de 2020.

### Historia
El 13 de mayo de 2013, la Corporación Dominicana de Empresas Eléctricas Estatales (CDEEE) anunció formalmente la apertura del proceso de licitación para la selección de la empresa o consorcio de empresas que llevaría a cabo las labores de ingeniería, suministro y construcción de la central termoeléctrica de carbón mineral.
En noviembre de 2013, se completó el proceso de licitación, adjudicando el contrato al Consorcio Odebrecht-Tecnimont-Estrella, compuesto por Constructora Norberto Odebrecht (Brasil), Tecnimont SPA (Italia) e Ingeniería Estrella (República Dominicana).
La construcción de la Central Termoeléctrica Punta Catalina inició en diciembre de 2013 en el Distrito Municipal de Catalina en Baní, Provincia de Peravia. Hasta ese entonces el gobierno dominicano había comunicado que la termoeléctrica tendría un costo total de US$1,945 millones, pero 7 años después aumentó a US$2,340 millones, US$395 millones más de lo que se había planeado para su construcción.
Los participantes en la licitación y sus puntuaciones en la evaluación fueron detallados en el informe final de la Corporación Dominicana de Empresas Eléctricas Estatales (CDEEE) y las Distribuidoras de Energía.
Años después, surgieron acusaciones contra el consorcio ganador. En junio de 2019, una red internacional de periodistas de investigación reveló que sobornos de Odebrecht financiaron parte de la central termoeléctrica. Entre diciembre de 2013 y diciembre de 2014, se realizaron 62 pagos, totalizando US$39 millones, vinculados a la "Planta Termoeléctrica".
En julio de 2017, se anunció la posibilidad de un arbitraje internacional entre la Corporación Dominicana de Empresas Eléctricas Estatales (CDEEE) y el consorcio debido a una demanda de US$708 millones por retrasos en la construcción de Punta Catalina. El vicepresidente de la CDEEE, Rubén Jiménez Bichara, declaró que el Gobierno no pagaría más allá del monto estipulado en el contrato. En marzo de 2020, se llegó a un acuerdo en el que la CDEEE pagaría US$395.5 millones adicionales.
En mayo de 2020, el Comité Nacional de Lucha Contra el Cambio Climático (CNLCC) denunció que la CDEEE estaba adquiriendo equipos y repuestos por más de RD$500 millones, que debían ser suministrados por el consorcio.
En abril de 2019, trabajadores de Punta Catalina protestaron por la falta de pago de bonificaciones de 2018. El conflicto se resolvió con el compromiso de la empresa de pagar un mes de salario como bonificación.
En 2020, el Gobierno inició el proceso de venta del 50% de la planta para recuperar US$2,150 millones, refinanciar la deuda y estabilizar el mercado energético.
En diciembre de 2019, Luis Abinader y Antonio Almonte criticaron la venta del 50% de Punta Catalina, argumentando que resultaría en un costo elevado para los dominicanos.
La inauguración de Punta Catalina se retrasó varias veces debido a dificultades financieras y escándalos. Finalmente, en octubre de 2018, se encendió la caldera de la unidad uno, y en octubre de 2019, comenzó el proceso de prueba de la unidad dos. La Corporación Dominicana de Empresas Eléctricas Estatales (CDEEE) recibió la Unidad 2 en abril de 2020.
El entonces presidente Danilo Medina defendió la construcción de Punta Catalina, afirmando que reduciría el subsidio energético y atendería las necesidades del país.
En enero de 2017, se creó una comisión para investigar el proceso de licitación y adjudicación de Punta Catalina. La comisión recomendó continuar con la obra para evitar pérdidas y beneficiar la matriz eléctrica del país.
El 29 de julio de 2020, se inauguró oficialmente el proyecto de Punta Catalina, operando con normalidad y aportando 752 megavatios al Sistema Eléctrico Nacional Interconectado (SENI). El Estado adquirió los terrenos donde se ubica la planta por US$6.9 millones.
Punta Catalina consta de dos unidades de generación de 376 megavatios cada una, totalizando 752 MW, utilizando carbón mineral pulverizado. El proyecto incluye un muelle carbonero, sistemas de almacenamiento y descarga de carbón, depósito de cenizas, almacén central, planta de producción y tratamiento de agua, y subestación eléctrica de 345 kilovatios.